# Zastawie
Zastawie [pronunciación en polaco: /zasˈtavjɛ/] es un pueblo ubicado en el distrito administrativo de Gmina Wąsewo, dentro del Condado de Ostrów Mazowiecka, Voivodato de Mazovia, en el este de Polonia central. Se encuentra aproximadamente a 2 kilómetros al sur de Wąsewo, a 18 kilómetros al noroeste de Ostrów Mazowiecka, y a 86 kilómetros al noreste de Varsovia.